# 포스코휴먼스
포스코휴먼스는 포스코의 자회사이다.

## 연혁
- 2007년 12월 1일: 법인 설립
- 2008년 1월 1일: 포스위드 출범
- 2008년 4월 24일: 자회사형 장애인 표준사업장 인증 (장애인 고용공단)
- 2008년 4월 24일: 광양사업장 준공 (광양제철고 3냉연 측면)
- 2009년 1월 21일: 포항클리닝 센터 및 사무동 준공식
- 2009년 8월 18일: 영구 임금무 교섭 회사위임 및 노사평화 선포
- 2009년 9월 2일: 장애인고용 우수사업장으로 '대통령 표창' 수상
- 2010년 1월 17일: '노사상생 실천기업' (고용노동부)
- 2010년 5월 25일: 근로자대표 '산업포장' 수상 (고용노동부)
- 2011년 2월 28일: 포스위드 이광호 2대 사장 취임
- 2011년 12월 19일: 품질경영시스템(ISO 9001)인증
- 2013년 1월: 포스에코하우징과 통합하여 주식회사 포스코휴먼스가 출범

## 주요 업무
- 사무지원서비스 : HR, 급여, 총무, 복리후생 등 사무지원
- 클리닝서비스 : 작업복, 수건 등 세탁 서비스 등
- IT통신 서비스 :  헬프데스크, 114, IT/통신 관련 민원 대응 등
- 차량지원 서비스 : 그룹사 임원 전담 운전기사, 통근버스 등

## 본점 및 지점 현황
- 본점: 경상북도 포항시 남구 동해안로6213번길 15-1 (동촌동)
- 서울지점: 서울특별시 강남구 테헤란로 440 (대치동)
- 광양지점: 전라남도 광양시 금호로 330-1 (금호동)